# Schneealpe
Die Schneealpe (auch Schneealm) ist ein Bergmassiv in den Mürzsteger Alpen an der steirisch-niederösterreichischen Grenze. Die höchste Erhebung des verkarsteten Plateauberges ist der Windberg mit 1903 m ü. A.

## Lage und Landschaft
Weitere Gipfel neben dem Windberg sind der Amaißbichl (1828 m, im Osten an der steirisch-niederösterreichischen Grenze), das Schönhaltereck (1860 m, westlich des Windbergs) und die Donnerwand (1799 m, im Nordwesten). Die Verbindung zur Rax stellt der Nasskamm her.
Talorte sind Hinternaßwald im Nordosten, das zum Nasswaldtal, einem Nebental des Schwarzatals gehört, und Altenberg an der Rax im Osten, Kapellen und Neuberg an der Mürz im Süden, Mürzsteg und Frein an der Mürz im Westen, sämtlich im Mürztal gelegen.
Im nördlichen Bereich befindet sich das Quellgebiet der Kalten Mürz, den gesamten Westen fließt die Mürz entlang. Im Süden geht der Altenberger Bach zur Mürz. Nordöstlich in Niederösterreich begrenzt der Nassbach mit seinen Quellbächen Wasseralmbach und Reißbach das Massiv. Der steirische Teil der Schneealpe gehört zum Naturpark Mürzer Oberland.
Das Schneealpengebiet gehört, gemeinsam mit der Rax und dem Schneeberg, zum Einzugsgebiet der I. Wiener Hochquellenwasserleitung. Durch den zwischen 1965 und 1968 von der Stadt Wien errichteten Schneealpenstollen, der direkt durch das Massiv geschlagen wurde, wird Trinkwasser aus dem Mürz- wie auch Salza-Einzugsgebiet nach Hinternaßwald geleitet.
Am Hochplateau befinden sich das Schneealpenhaus in 1784 m Höhe sowie mehrere Almhütten. Am westlichen Rand der Hochfläche, auf der Hinteralm, steht ein weiteres Schutzhaus des Alpenvereins, das Hinteralmhaus. Die waldreichen Berge und Hügel nördlich der Schneealpe sind nicht besiedelt.

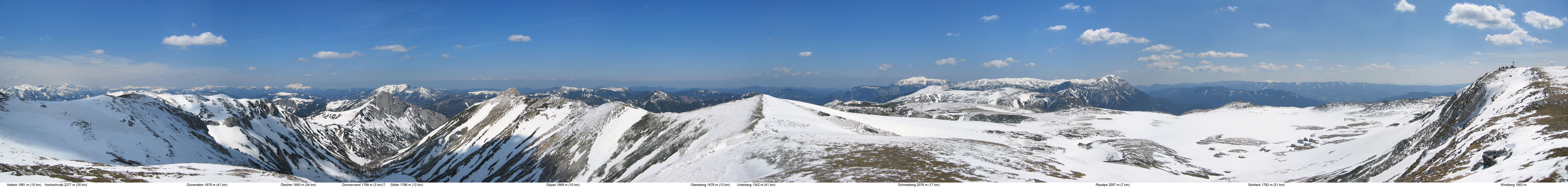
Rundblick von der Nordseite des Windbergs (Panorama beschriftet)

Panorama der Schneealpe vom Schneealpenhaus aus

## Geologie

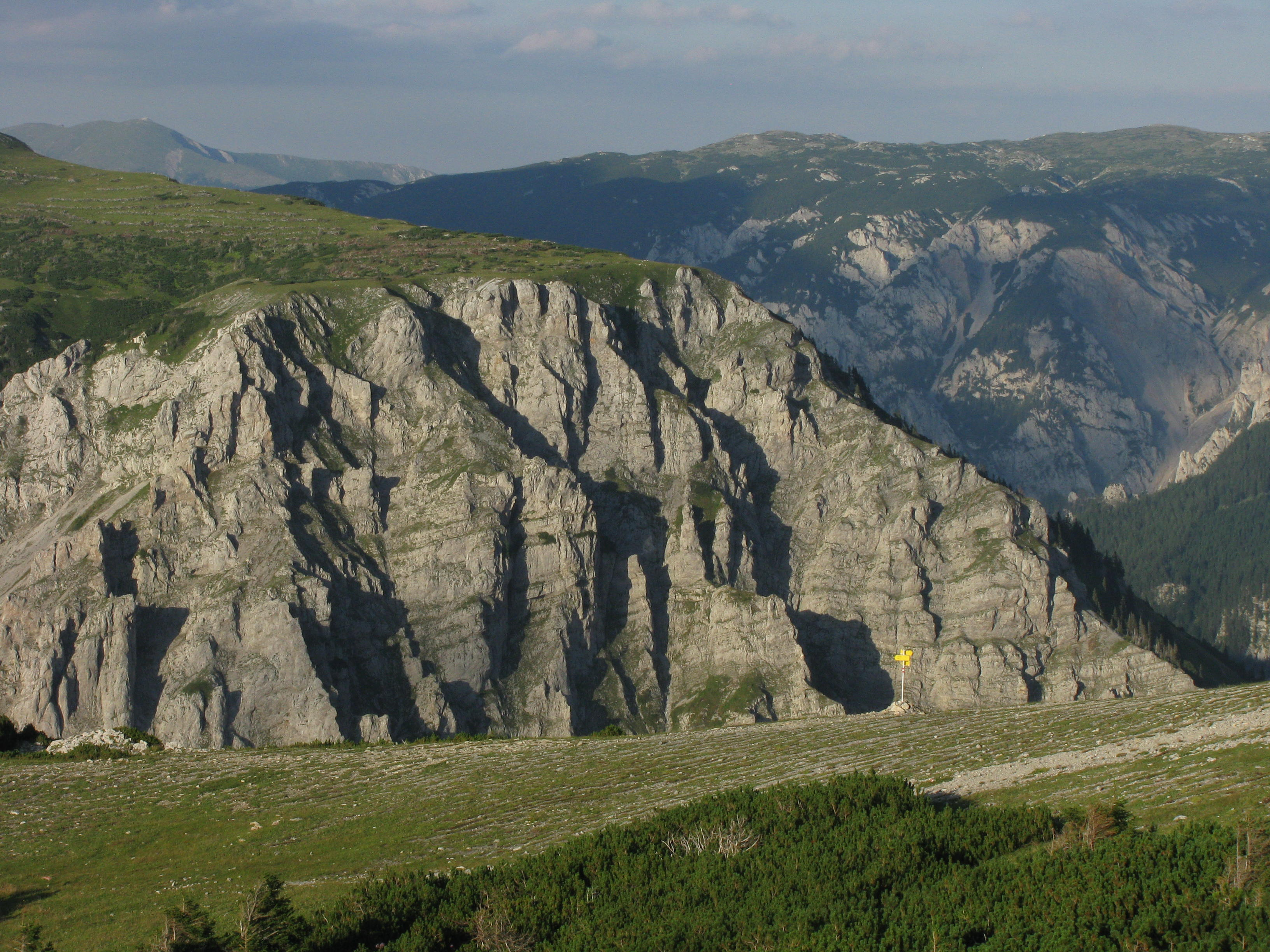
Deutlich gebankter Grafensteigkalk der tieferen Zäunlwand unter dem Lohmstein (Wetterstein-Riffkalk), vom Schauerkogel aus

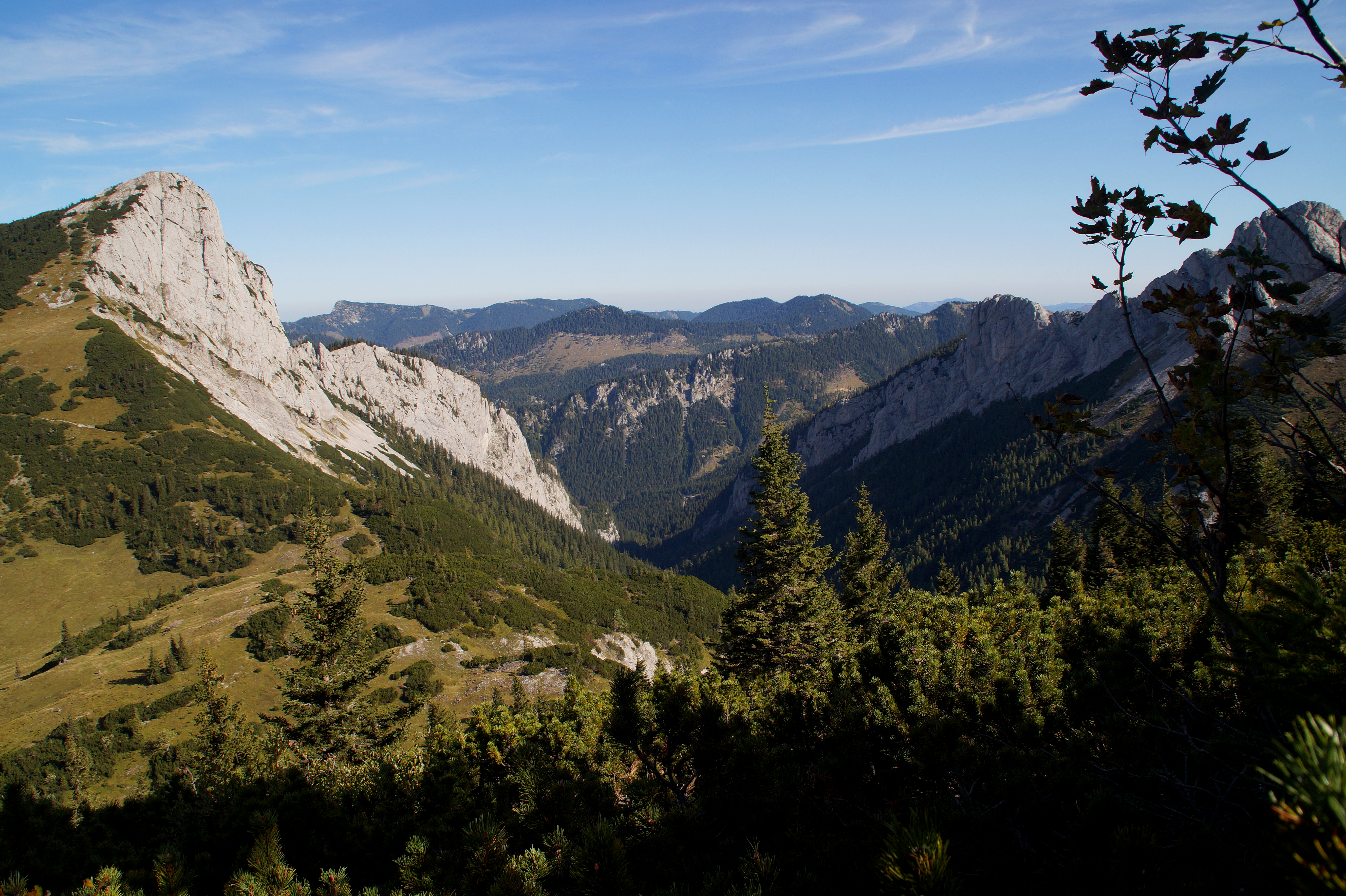
Donnerwand (links) und Salzwänd (rechts) aus wandbildendem Waxeneck-Kalk

Die Schneealpe liegt am Südrand der Nördlichen Kalkalpen und wird tektonisch dem Juvavikum, ihrem höchsten Deckenstockwerk zugerechnet. Der überwiegende Teil besteht dabei aus der tieferen Mürzalpen-Decke; im Süden (Lachalpe, Rauenstein – Schauerkogel) und Nordwesten (Hinteralm – Nassköhr – Hohes Waxenegg) sind darauf noch Deckschollen der höheren Schneeberg-Decke erhalten geblieben. Altersmäßig gehören alle auftretenden Gesteine der Trias an.
Das überwiegende zur Mürzalpen-Decke gehörende Gestein ist der eher wasserundurchlässige und mit gleichmäßiger Hangneigung erodierende Wettersteindolomit, der den wenig verkarsteten Nordosten (Amaißbichl, Kleine Burgwand, Mitterbergschneid) samt der grasbewachsenen Schneealm im engeren Sinne, sowie die tieferen Hangabschnitte Im Tirol und westlich der Lachalpe aufbaut. Einzelne Dolinen sind hier nur entlang von Brüchen angeordnet, z. B. nördlich der Michlbauerhütte, wo auch die namensgebenden, bis in den Sommer schneegefüllten Dolinen liegen. Auf dem Wettersteindolomit lagert – stellenweise über einem dünnen Band Raibler Schichten – mit einer markanten Geländeveränderung der wandbildende Waxeneck-Kalk (Donnerwand, Mitterbergwand – Salzwänd) und der Hallstätter Kalk (Windberg, Schönhaltereck, Große Burgwand, Blühboden), die beide stark verkarstet sind (zahlreiche Dolinen). Im Südosten geht der Wettersteindolomit in massigen Wetterstein-Riffkalk und deutlich gebankten Grafensteigkalk über, der in der spektakulären Zäunlwand unter dem Lohmstein besonders auffällt.
Die vor allem aus verkarstetem Wettersteinriffkalk und Hallstätter Kalk bestehende Schneeberg-Decke wurde entlang der als „Gleitmittel“ wirkenden, wasserstauenden Werfen-Formation über die Mürzalpen-Decke geschoben. Dies hat zur Folge, dass Niederschlag durch die Karsthohlräume versickert, an den Werfener Schichten gestaut wird und als Quellhorizont austritt. Besonders bemerkenswert ist das im Westen südöstlich der Hinteralm im Nassköhr, einem weiten, flachen, von bedeutenden Niedermooren geprägten Talkessel. Wo die Werfener Schichten gegen Süden aus dem Gelände „ausheben“ und darunter wieder die Mürzalpen-Decke zutage tritt, versickert das mäandrierende Bächlein auch sogleich im Durchfall in einen Karstschlot, um nach Westen unter der Hinteralm hindurch beim Toten Weib in die Mürz zu fließen.
Im Südosten tritt an der Basis der Mürzalpen-Decke (Altenberg – Neuberg) ebenso die Werfen-Formation auf, die örtlich ehemals abgebaute Eisenvererzungen beinhaltet (Erzberg, Bohnkogel). Weiter nach Südosten schließt bereits die Grauwackenzone an.
In der Eiszeit war die Schneealpe wie ihre Nachbarn von einem Plateaugletscher bedeckt, kleine Gletscherzungen drangen nach Südosten (Lohmgraben) und Nordosten (Kleinboden, Dirtlerschlucht, Reichenschallgraben) bis ins Tal vor.

## Berghütten und Wege
- Schneealpenhaus
- Michlbauer Hütte
- Lurgbauer Hütte
- Neubergerhütte (Selbstversorgerhütte; Betreiber: Naturfreunde, 2025 durch Brand zerstört)
- Hinteralmhaus (vormals Wiener-Lehrer-Hütte, Selbstversorgerhütte; Betreiber: Alpenverein Edelweiss)[6]
- Donaulandhütte (Selbstversorgerhütte; Betreiber: Alpenverein Edelweiss)
- Rinnhoferhütte (Windberghütte), privat, früher Alpenverein Austria

Die Hütten und Almen bilden die Ortslage Schneealpe der Ortschaft Altenberg an der Rax der Gemeinde Neuberg an der Mürz, bis auf die Michlbauerhütte, die zur Ortschaft Greith gehört, und dem Hinteralmhaus, das zu Scheiterboden zählt.
Über die Schneealpe verlaufen der Nordalpen-Weitwanderweg 01 sowie die alpine Variante der Europäischen Fernwanderwegs E4.

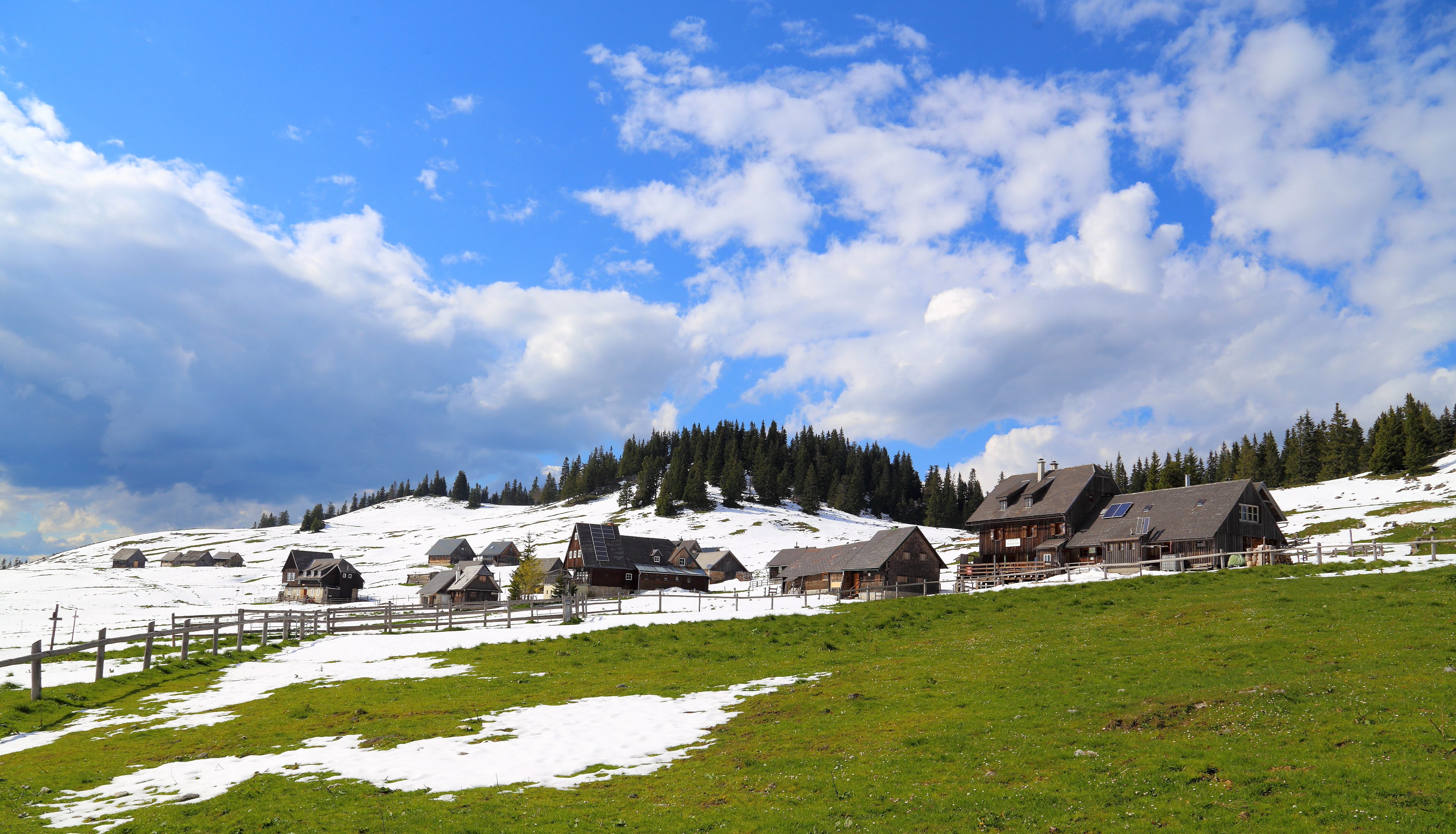
Die Hinteralm mit der Neubergerhütte und dem Hinteralmhaus
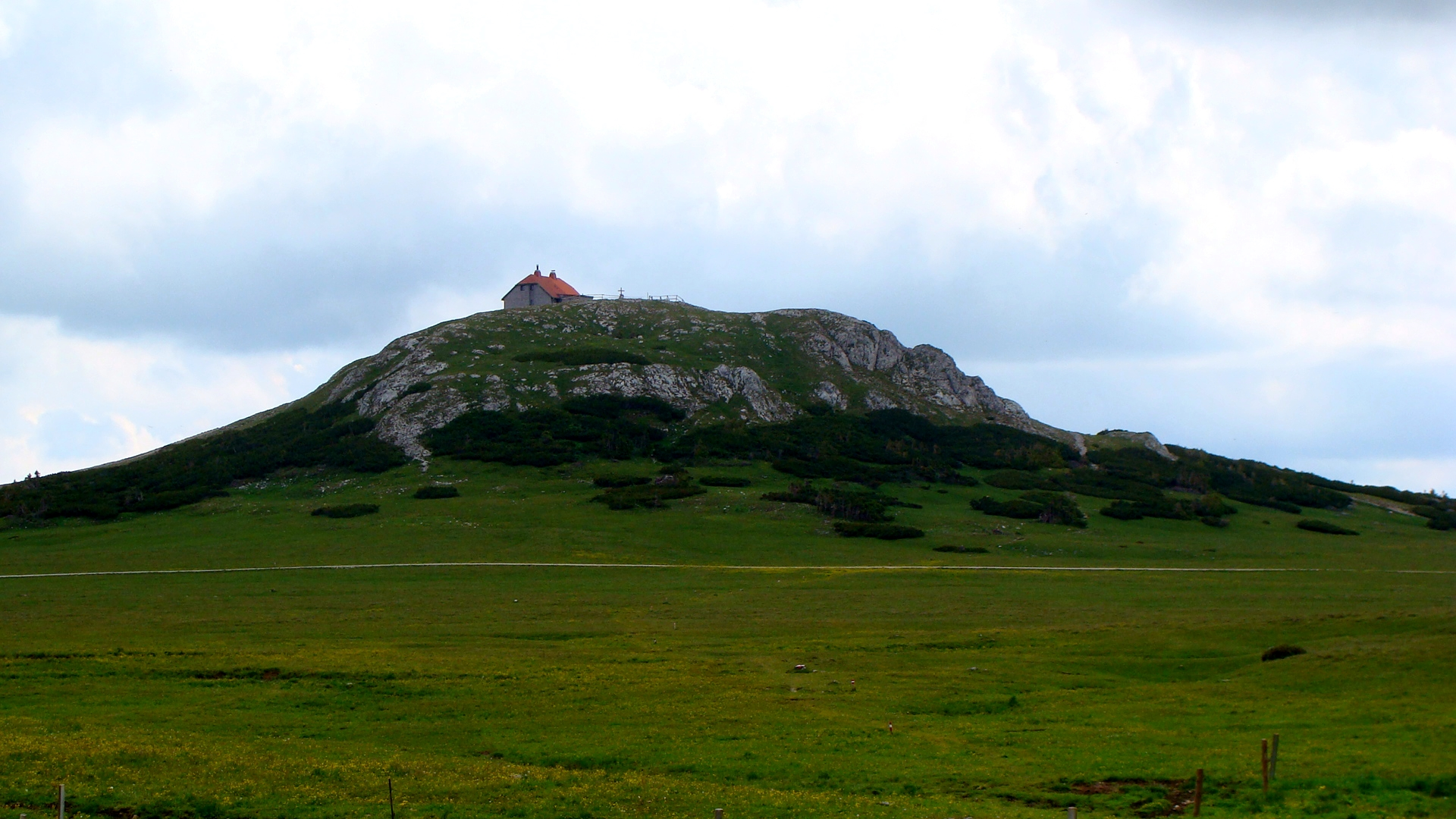
Das Schneealpenhaus vom Nordwesten aus gesehen